# テッド・ダーカン
テッド・ダーカン（Ted Durcan、1973年2月25日 - ）は、イギリス及びアラブ首長国連邦を拠点としていた元騎手である。出生地はアイルランド。シェイク・ラーシドの所有馬の専属騎手を務めていた。

## 来歴

### UAE
2003年/2004年シーズンは、UAEで39勝を挙げてリーディングジョッキーとなった。
2006年/2007年シーズンは、この年より始まったウィンターレーシングチャレンジのリーディングジョッキーとなる。
2018年2月に騎手を引退した。

### その他
2007年、6月1日にイギリスオークスをライトシフトに騎乗して制す。12月5日にインターナショナルジョッキーズチャンピオンシップに出場し9位となる。
なお、日本での騎乗経験はない。

## 主な騎乗馬
- ソムナス / Somnus（2003年スプリントカップ）
- インペリアルダンサー / Imperial Dancer（2003年ローマ賞）
- チェリーミックス / Cherry Mix（2006年ローマ賞）
- ライトシフト / Light Shift（2007年オークス）
- サプレザ / Sahpresa（2009年サンチャリオットステークス）
- マスタリー / Mastery（2009年セントレジャーステークス）